# EV/EBITDA
Enterprise value/EBITDA (mer allmänt kallat EV/EBITDA) är en populär värderingsmultipel som används för att bestämma ett företags korrekta marknadsvärde. Till skillnad från det mer allmänt tillgängliga P/E-talet (pris-vinst-tal) inkluderar det skuld som en del av företagets värde i täljaren och exkluderar kostnader som behovet av att ersätta avskrivningsbara anläggningar, ränta på skulder och skatter som ska betalas från resultatet eller nämnaren. Det är den mest använda värderingsmultipeln baserad på företagsvärde och används ofta som ett alternativ till P/E-talet vid värdering av företag som tros befinna sig i en snabb tillväxtfas, och tillskriver därmed företag högre startkostnader, hög skuldsättning i förhållande till eget kapital och lägre realiserade vinster.

## Användning
En viktig fördel med EV/EBITDA är att det är oberoende av kapitalstrukturen (dvs. blandningen av skulder och eget kapital). Därför kan denna multipel användas för att jämföra företag med olika skuldsättningsnivåer. Det undviker också den betydande bristen i P/E-talet som kan påverkas väsentligt av företagets skuldsättningsgrad.
För jämförelseändamål beräknas ofta en branschgenomsnittlig EV/EBITDA-multipel. Detta baseras på ett urval av börsnoterade företag som ska användas för jämförelse med det aktuella företaget. Ett exempel på ett sådant index är ett som ger en genomsnittlig EV/EBITDA-multipel på ett brett urval av transaktioner med privata företag i eurozonen.
Den reciproka multipeln EBITDA/EV används som ett mått på avkastning på investeringar.